# Cavanna (cognome)
Cavanna è un cognome di lingua italiana.

## Varianti
Capanna, Cavana, Cavani, Cavanis, Cavanni, Cavenenghi.

## Origine e diffusione
Cognome tipicamente settentrionale, è presente prevalentemente in Emilia e Liguria.
Potrebbe derivare da un toponimo, a sua volta derivato dal ligure cavanna e dal veneto e emiliano cavana, "capanna".
La variante Capanna è centro-settentrionale; Cavanis è veneto.

## Persone
- Adriano Cavanna (1938-2002) – storico e giurista italiano
- Alberto Cavanna (1961) – scrittore, traduttore e illustratore italiano
- Biagio Cavanna (1893-1961)– pistard e dirigente sportivo italiano, allenatore di Costante Girardengo e Fausto Coppi